# こんな学園みたことない!
『こんな学園みたことない!』（こんながくえんみたことない）は、1987年10月11日から1988年3月27日まで日本テレビ系列局（山形放送を除く）と当時フジテレビ系列に属していた山形テレビで放送されていたテレビドラマである。全24話。IVSテレビ制作と読売テレビの共同製作。セシールの一社提供。放送時間は毎週日曜 19:00 - 19:30 （日本標準時）。

## 概要
学園にやってきた新人の女性教師が、自ら拳法を用いて学園や生徒を守るために戦う学園ドラマ・アクションドラマ。
第1話から第10話までは学園の地所を狙う悪徳不動産業者・烏山興業と戦い、第13話から最終話までは百合子への復讐を狙う瀬下克代と配下の青葉との対決―という構成になっている。
ナレーターには小倉智昭を起用し、丁寧語を使った甲高い語り口で時折ツッコミを入れるなどの遊び心ある演出も入れていた。
主演の奥田圭子が劇中で着用していた衣装はスポンサーのセシールが提供したもので、収録後に視聴者プレゼントにされていた。
衛星波チャンネルでの再放送は行われておらず、映像ソフト化もされていない。

## あらすじ
一条寺さやかは、高松の山奥で拳法家である祖父の元で一条寺拳法の修行を積み重ねてきた。さやかには、亡き母のような立派な教師になるという夢があった。ある日、母がかつて勤務していた東京の私立中学・鴻南学園に欠員が出たため、さやかはそこで働くことになる。しかし、希望に胸を膨らませて上京したさやかを待っていたのは、学園の土地を狙う烏山興業の容赦ない嫌がらせと9人の教師を担任から引きずり降ろした学園一の問題クラス・2年A組の生徒たちだった。さやかは嫌がらせの数々に屈することなく生徒たちと向き合い、また、学園や生徒たちのピンチには「ワルキューレさやか」となり、悪事を企てる者たちを成敗する。

## 登場人物

### 私立 鴻南学園

#### 教職員
一条寺さやか
演：奥田圭子
22歳。2年A組担任。国語担当。高松の山奥で育ち、源太の指導で一条寺拳法の極意を学んだ。亡き母の遺志を継いで立派な教師になることが夢だが、その天衣無縫かつ純粋無垢なるがゆえに、地元の教育委員会から「教師不適格」の烙印を押され、半年間自宅待機となってしまう。その後、百合子から亡き母が勤務していた鴻南学園で欠員が出たので、働かないかと声をかけられ上京。源太から護身用である一条寺拳法を武器として人前でみだりに使うことを固く禁じられていたが、学園や生徒たちを守るために、悪者たちの前には黒いレザースーツに身を包んだ「ワルキューレさやか」として現れ、ヌンチャクを手に成敗する。上京するまで酒を飲んだことはなかった。「東京の男には気をつけろ」と源太に言われたこともあり、空港で女性客に声をかけていた姿を見て、光夫を軽い人物だと誤解していたが、教師としての姿勢を見直し、やがて好意を抱くようになる。
鳩山光夫
演：古尾谷雅人
27歳。3年A組担任。数学担当。独身。貯金ゼロ。新任の頃は熱意ある教師だったが、野球部でコーチを務めていた時に喫煙していた部員を殴り、その部員の腕を骨折させ、甲子園の夢を断念させてしまう。それ以降、生徒に手をあげることが許せなくなった。空港でさやかを出迎えた時、さやかが誰かを確認するために女性客に声をかけていたのをナンパだと勘違いされるが、次第にさやかに好意を抱くようになり、行きつけの「炉ばた亭」に誘ったりしている。
風見俊介
演：柳沢慎吾（友情出演・第1話のみ）
英語担当。
雨宮ひみこ
演：塩沢とき
音楽担当。ただし音楽のセンスは皆無。さやかの働きかけで失意の森永を励まそうと奮闘する中、森永との距離が急接近。結婚に至る。長らくさやかに対する当たりは強かったが、さやかとの関係もこれを機に大幅に改善される。
国枝一
演：船越栄一郎
体育担当。教頭の山形に付き、学園を狙う悪事に加担。山形の教頭降格に伴い、代わって教頭の座に就く。
松平実明
演：竹中直人
理科担当。
森永俊郎
演：沼田爆
社会科担当。
平退助
演：梅津栄
校務員。教員時代に自身の使い込みが判明するが、学園長・百合子に校務員として雇用される。瀬下克代の父。
山形恒夫
演：伊東四朗（特別出演）
教頭。密かに烏山興業に連絡し、百合子が呼び寄せたさやかの追放を目論み、悪事を企む。烏山興業の撤退後は青葉コンサルタントと結託するが、青葉による学園乗っ取りへの加担が発覚し、教頭から降格させられる。
野々山百合子
演：三ツ矢歌子
学園長。さやかの母を知る人物で、さやかを自身の一存で学園に呼び寄せた。心臓病を患っている。

#### 2年A組 生徒
水木一郎
演：松下一矢
一見優等生風だが、実はツッパリグループの黒幕。担任潰しをゲームとして楽しんでいる。
寺山雄二
演：家富洋二
軟弱な性格のマザコンで、クラスのいじめられっ子。
竹中良太
演：山口祥行
一郎のグループに属している。切れやすい性格。
麻生浩司
演：萩原聖人
一郎のグループに属している。実は山形の甥。
青木ミカ
演：村松美香（18話まで）→渡辺千秋（19話から）
学園きっての情報屋。実家は炉ばた焼店「炉ばた亭」。
佐野京子
演：福地かおり
ツッパリ。洋子派と対立している。
輝岡洋子
演：浦川智子
優等生。京子派と対立している。
田辺夢子
演：北岡夢子
京子派のツッパリ。
細目トシ子
演：松本陽子
洋子派にも京子派にも属さない中間派。ぽっちゃりした体型で食いしん坊なため、「太目ドジ子」の異名を持つ。
保田力子
演：松本つる
京子派のツッパリ。
川上真弓
演：広瀬あゆみ
京子派のツッパリ。

### 鳥山興業
前期の敵組織。
鳥山善三
演：加藤善博
社長。山形たちと連絡を取り合い、学園の土地を奪おうと悪事を画策する。
船橋
演：伊達正三郎
大蔵
演：沢蟹元一
鳥山の部下。

### 青葉コンサルタント
後期の敵組織。
青葉繁
演：渥美国泰
経営者。克代からの依頼で、鴻南学園からの百合子らの追放を狙う。
日吉
演：重田尚彦
青葉の部下。

### その他
一条寺源太
演：出光元
高松で暮らすさやかの祖父。一条寺拳法の拳法家で、さやかにその極意を教え、上京前にヌンチャクを授けた。
青木太助
演：粟津號
青木ミカの父。炉ばた焼店「炉ばた亭」を切り盛りしている。
桑原みゆき
演：雪絵ゆき
「炉ばた亭」の店員。
瀬下克代
演：中村れい子
母を自殺に追い込んだとの誤解から、百合子への復讐を狙う。後に平退助の娘と判明する。

## 主題歌
「Single Woman」
作詞：松本隆、作曲：筒美京平、編曲：鷺巣詩郎、歌：奥田圭子（CBS・ソニー）

## 挿入歌
「青い蜜蜂」
作詞：松本隆、作曲：筒美京平、編曲：鷺巣詩郎、歌：奥田圭子（CBS・ソニー）

## スタッフ
- 制作：天野恒幸（よみうりテレビ）、長尾忠彦（IVSテレビ制作）
- プロデューサー：藤田裕一（IVSテレビ制作）、荒木功（ユニオン映画）
- 監修：池田一朗
- 脚本：溝田佳奈、中島玲子、谷口秀一
- 音楽：城之内ミサ
- 技斗：車邦秀
- 音響効果：宮田音響
- 現像：IMAGICA
- スタジオ：国際放映
- 制作協力：IVS音楽出版、ユニオン映画
- 監督：手銭弘喜、瀬川淑、安室修、江崎実生
- 制作著作：IVSテレビ制作、よみうりテレビ

## 放送日程
| 話数 | 放送日          | サブタイトル              | 脚本               | 監督     |
| ---- | --------------- | ------------------------- | ------------------ | -------- |
| 1    | 1987年 10月11日 | こんな学園みたことない!   | 溝田佳奈           | 手銭弘喜 |
| 2    | 10月18日        | マザコン雄二の逆襲        | 溝田佳奈           | 手銭弘喜 |
| 3    | 10月25日        | スパイを探れ!             | 溝田佳奈           | 手銭弘喜 |
| 4    | 11月1日         | バードウオッチングの罠    | 溝田佳奈           | 瀬川淑   |
| 5    | 11月8日         | 私が暴力教師?             | 中島玲子           | 瀬川淑   |
| 6    | 11月15日        | パニック!ラーメン騒動     | 中島玲子、溝田佳奈 | 瀬川淑   |
| 7    | 11月22日        | 騒然!!学園金庫破り        | 中島玲子           | 瀬川淑   |
| 8    | 11月29日        | ロンリーウルフ登場        | 溝田佳奈           | 安室修   |
| 9    | 12月6日         | 一郎の反撃                | 中島玲子           | 安室修   |
| 10   | 12月13日        | 鳥山興業の壊滅            | 中島玲子           | 安室修   |
| 11   | 12月20日        | 狙われた失恋旅行 高松編   | 溝田佳奈           | 瀬川淑   |
| 12   | 12月27日        | 死闘カーチェイス 炎の脱出 | 溝田佳奈           | 瀬川淑   |
| 13   | 1988年 1月10日  | 敵?味方?謎の美女登場!     | 溝田佳奈           | 瀬川淑   |
| 14   | 1月17日         | さやかピンチ!忍び寄る影   | 中島玲子           | 瀬川淑   |
| 15   | 1月24日         | 私、鳩山先生の子を生むわ! | 溝田佳奈           | 江崎実生 |
| 16   | 1月31日         | ㊙カンニング作戦教えます  | 溝田佳奈           | 江崎実生 |
| 17   | 2月7日          | 熱き友情 ウルフ牙をとれ!  | 溝田佳奈           | 江崎実生 |
| 18   | 2月14日         | バレンタインひみこの求愛  | 中島玲子           | 江崎実生 |
| 19   | 2月21日         | 危機!替え玉サッカー試合   | 溝田佳奈           | 江崎実生 |
| 20   | 2月28日         | 爆破!狙われたコンテスト   | 溝田佳奈           | 江崎実生 |
| 21   | 3月6日          | 暴かれた?美しき黒い天使   | 谷口秀一           | 江崎実生 |
| 22   | 3月13日         | ニセ札事件、学園を守れ!   | 谷口秀一           | 江崎実生 |
| 23   | 3月20日         | さやか先生暴かれた真相    | 溝田佳奈           | 江崎実生 |
| 24   | 3月27日         | 涙の別れ!さやか先生!      | 溝田佳奈           | 江崎実生 |

## 備考
- さやかのヌンチャクが飛ぶ映像は、格闘シーン以外にもオープニングや次回予告、番組宣伝時のアイキャッチで使用された。
- 前期のエンドカードでは、学園の正門写真をバックにタイトルが表記されていたが、後期にはさやかたちの集合写真をバックにタイトルが右上、ENDが左下に表記されていた。
- このドラマの終了後、日曜日のゴールデン・プライムタイムにおける読売テレビ制作のドラマは2020年1月期の「日曜ドラマ」（日本テレビから制作局を移管し、「シロでもクロでもない世界で、パンダは笑う。」を放送。）まで31年9か月間途絶えた。